# شهرستان دوتره
شهرستان دوتره (به انگلیسی: D'Autray Regional County Municipality) یک منطقهٔ مسکونی در منطقه لانودییر استان کبک کشور کانادا است. مرکز آن شهر برتیه‌ویل است. مساحت شهرستان دوتره ۱۲۴۹٫۳۰ کیلومتر مربع می باشد.

## جمعیت
شهرستان دوتره بر اساس سرشماری سال ۲۰۱۶ میلادی، ۴۲٬۱۸۹ نفر جمعیت دارد. شهر لاوالتری پر جمعیت ترین منطقه آن است.

## زبان
بر اساس نتیجه سرشماری سال ۲۰۱۶، ۹۷/۲ درصد افراد به زبان فرانسوی، ۱ درصد به زبان انگلیسی، ۰/۴ درصد به فرانسوی و انگلیسی و ۱/۴ درصد به زبان های دیگر تسلط دارند.